# Иван Зајец
Иван Зајец (Љубљана 15. јул 1869. — Љубљана 30. јул 1952) је био словеначки и југословенски вајар.

## Биографија
Био је син сликара и вајара Франца Ксавера Зајеца, а вајари су му била и браћа Мартин, Валентин и Марко. После очеве смрти (1888) отишао је у Беч, где је годину дана учио у Занатској школи, 1889—93 на Академији и 1893—96. специјализацији код професора Карла Кундмана. Године 1896—98 је радио у атељеу вајара Т. Фридела у Бечу, а 1899. је отворио тамо свој властити атеље.
Исте године победио је на конкурсу за споменик Францету Прешерну у Љубљани, на којем је радио до 1905. Године 1906—08. живео је у Паризу, где је на њега оставио јак утисак Огист Роден. Пошто му није успело да створи себи могућност да за рад у Љубљани, отишао је из Париза у Трст, а затим 1913. у Рим где је 
радио у атељеу Ивана Мештровића. Године 1915—18 проводи у интернацији на Сардинији, а зати је живео у Љубљани, где је од 1927—40 био наставник моделирања на на Одјелу за архитектуру Техничког факултета.
Као вајар Зајец је био веома плодан и вишестран. Радио је у мермеру, бронзи, садри, а нарочито у печеној глини. Поред јавних споменика, радио је надгробне споменике, кипове за цркве, симболичне фигуре, жанр-фигуре и групе у духу бечке школе коју су предтављали: К. Кунд, K. Zumbuch, Rudolf Weyr и Едмунд Хелмер. Слободнији је био у интимној мотивацији жанровског карактера, волео је и животињске мотиве, нарочито коње.
Зајец је добитник Прешернове награде за 1950. годину. То је највише признање Републике Словеније за доприносе на пољу уметности.

## Олимпијске игре
Иван Зајец је као члан репрезентације Краљевине Срба, Хрвата и Словенаца учествовао је у додатном програму Летњих олимпијских игара 1924. године у Паризу. у којем су се такмичили уметници у архитектури, кипарству, сликарству и песништву. Њихове освојене награде нису се приписивале медаљама земаља освојених у спорту иако су организовале од стране МОКа. На дан отварања игра Иван Зајец је имао 54 године и 293 дана. По томе је ушао и историју југословенског олимпизма као најстарији такмичар југословенских олимпијских репрезентација свих времена.

## Главни радови
- Високи рељеф на фасади црквесв. Јакоба у Љубљани
- Прешернов споменик у Љубљани
- Мајдићев маузолеј у Крању
- Престрашени сатир (1892)
- Кентаур и Лапит
- Жена, Музика, Филозофија и Политика у згради Народне скупштине у Београду 1925.